# I Corps (Vereinigte Staaten)

Schulterabzeichen des I. US-Korps

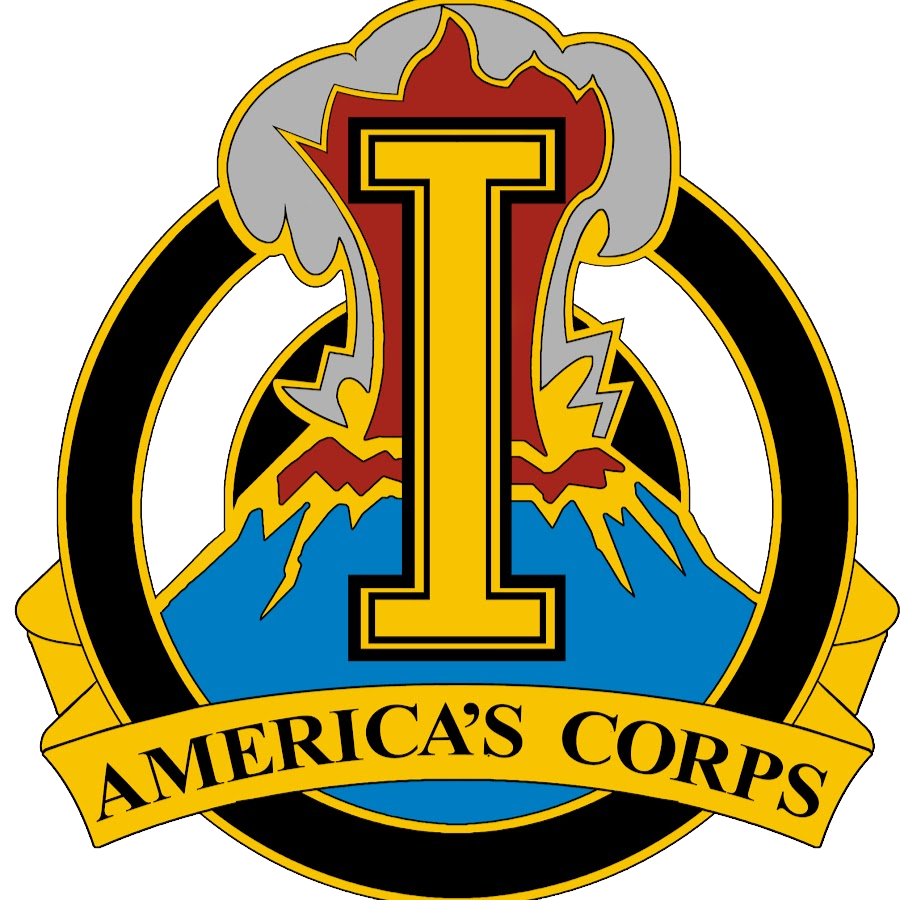
Abzeichen des I. US-Korps

Das I Corps (U.S.) (deutsch I. US-Korps) ist ein Großverband auf Korpsebene der US Army. Sein Hauptquartier befindet sich in Fort Lewis im US-Bundesstaat Washington. Es untersteht dem Regionalkommando US Pacific Command und bildet die strategische Reserve für den pazifischen und südostasiatischen Kriegsschauplatz.
Die mehrdeutige Aussprache des Buchstabens „I“ in der englischen Sprache hat dazu geführt, dass diese in Bezug auf die Aufgabe des Korps als Eye Corps (sinngemäß: „sehendes Korps“) verstanden wird.

## Geschichte
Zu Beginn des Amerikanischen Bürgerkrieges wurden die Korps des Unionsheeres zu Beginn innerhalb ihrer Armeen gezählt, sodass mehrere Feldarmeen zeitweise ein „I. Korps“ führten (z. B. „I. Korps, Potomac-Armee“ oder „I. Korps, Virginia-Armee“). Mit der Zeit wurde die Nummerierung jedoch heeresweit einheitlich, und nur noch das entsprechende Korps der Potomac-Armee blieb als „I. Korps“ übrig. Es existierte von 1862 bis 1864 und wurde 1898 für die Teilnahme am Spanisch-Amerikanischen Krieg erneut aufgestellt.

### Erster Weltkrieg

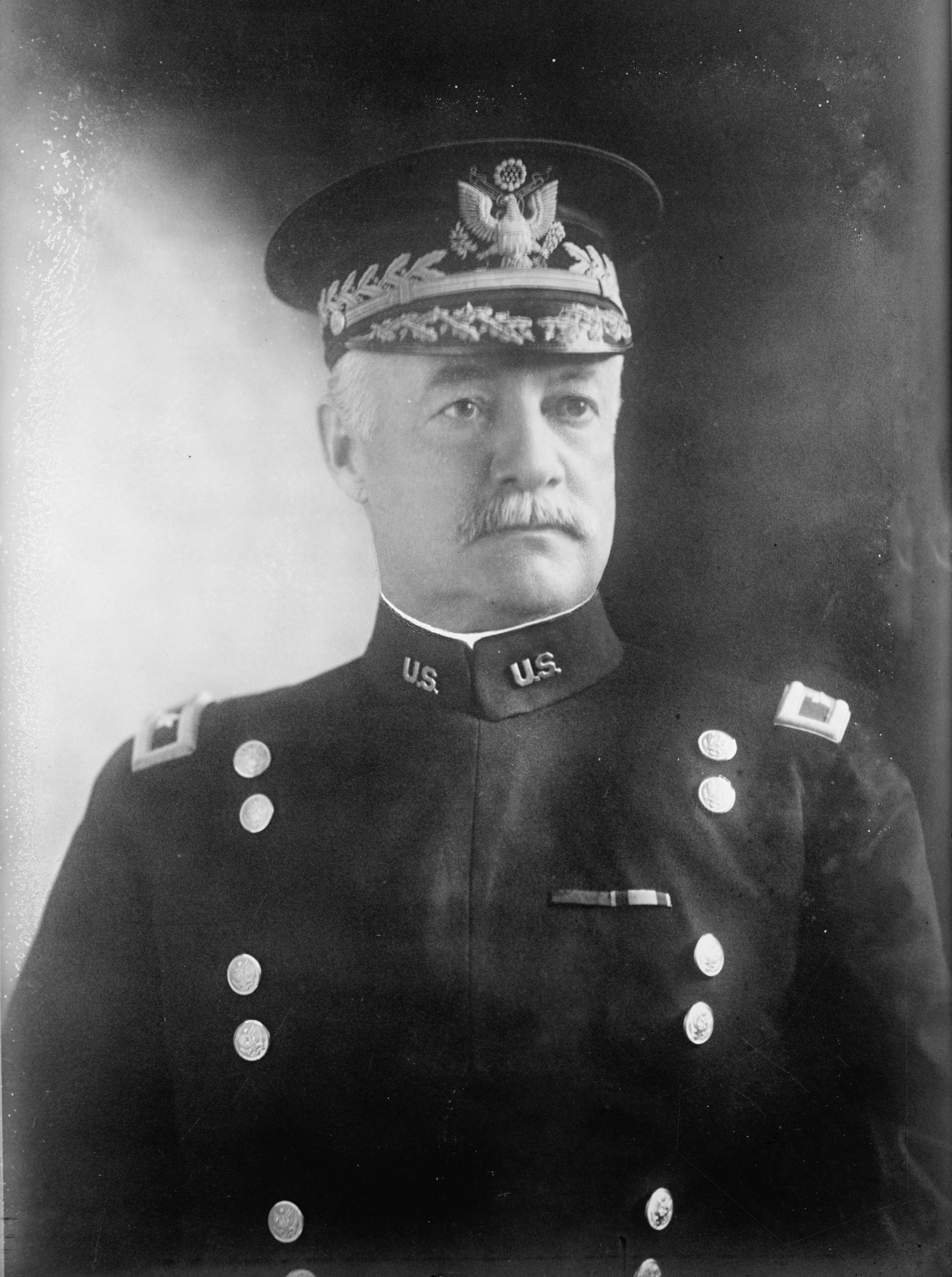
Hunter Liggett

Das I Corps wurde am 15. Januar 1918 an der Westfront unter dem Befehl von Generalmajor Hunter Liggett in Nordfrankreich aufgestellt. Das I. Korps hatte mit der 26. und 3rd Infantry-Division am 18. Juli 1918 während der Zweiten Schlacht an der Marne im Rahmen der französischen 6. Armee erheblichen Anteil an der Abwehr der letzten deutschen Offensive im Raum westlich Château-Thierry.
Während der Schlacht von St. Mihiel (12.–15. September) war der Hauptangriff gegen die Südfront des Frontbogens von St. Mihiel gerichtet und wurde zwischen Apremont und Pont-à-Mousson angesetzt. Am rechten Flügel stand das I. US-Korps (von rechts nach links mit der 82., 5., 90. und 2. Division in Front und der 78. Division in Reserve) zwischen Pont-à-Mousson an der Mosel nach Westen bis Limey im Angriff. Als operatives Ziel war dem Kommandierenden General Hunter Liggett der Hauptangriff westlich des Priesterwaldes (Bois le Prêtre) in der Richtung auf Thiaucourt zugewiesen.
Bei der Meuse-Argonne-Offensive, die am 26. September eingeleitet wurde, bildete das I Corps den linken Flügel der 1. US-Armee in den Argonnen. Von links nach rechts waren die 77., 28. und 35. Division in Richtung auf Grandpré angesetzt, als Reserve diente die 92. Division.

### Zweiter Weltkrieg

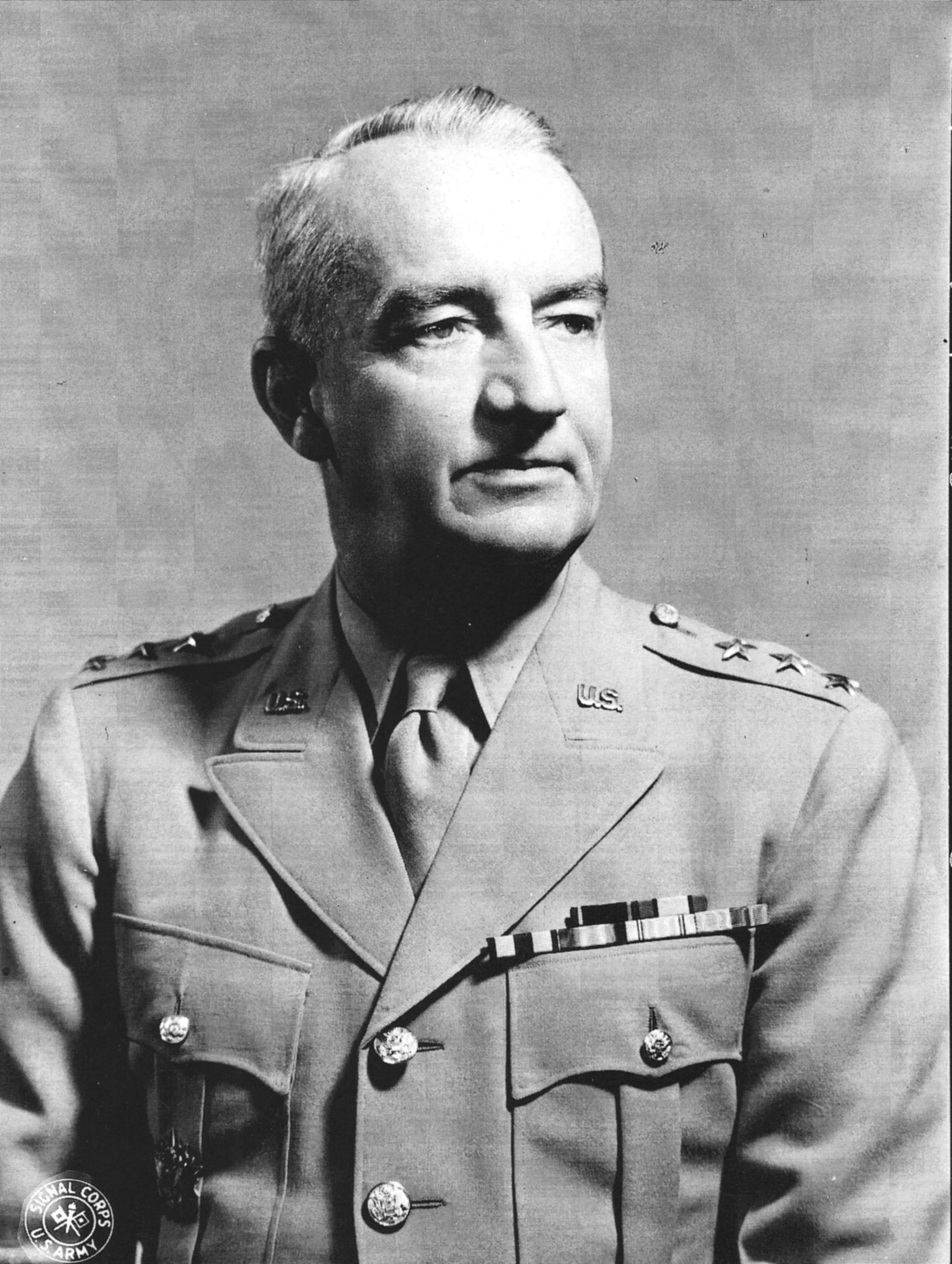
Lt.Gen. Robert Eichelberger

Am 1. November 1940 wurde das I. Corps in Columbia (South Carolina) wieder aktiviert und im Juli 1942 nach Australien verlegt. Als die Gefahr einer japanischen Invasion in Australien nicht mehr drohte, startete das Korps zusammen mit australischen Verbänden eine Gegenoffensive. Am 17. Oktober 1942 begann von Rockhampton aus eine größere Offensive gegen die japanische Invasion im Südwestpazifik. Mit der unterstellten 41. und 32. US-Infanterie-Division kam das Korps unter der Führung von Generalleutnant Robert L. Eichelberger den australischen Truppen bei der Verteidigung von Neuguinea zu Hilfe. Das Korps, das bald mit der australischen 7. Division verstärkt wurde, startete ihre Angriffe in den Owen Stanley Mountains. Während der Schlacht von Buna rückten die Truppen unter widrigen Geländebedingungen langsam nach Norden vor. Obwohl die zahlenmäßig schwächeren japanischen Streitkräfte umzingelt waren, kämpften diese hartnäckig weiter. Buna, an der Nordküste von Neuguinea fiel am 22. Januar 1943 in alliierte Hände. Nach dieser Kampagne kehrte das Korps nach Rockhampton zurück, wo es mit der Ausbildung neuer alliierter Streitkräfte betraut wurde.
Von Februar 1943 bis März 1944 bereitete sich das Korps auf die nächste Operation Cartwheel vor, bei der an der Nordküste von Niederländisch-Neuguinea die Küste bei Hollandia (Jayapura) besetzt werden sollte. Bei der amphibischen Landung (Operation Reckless) am 19. April 1944 wurde das I. Corps gelandet: die 24. Infanterie-Division (Major General Frederick A. Irving) in der Tanahmerah-Bucht und die 41. Infanterie-Division (Major General Horace Fuller) in der Humboldt-Bucht. Die gesamte japanische 18. Armee wurde von der Basis abgeschnitten. General Inada, beschloss seine Verbände rund 400 km westlich nach Sarmi zurückzuziehen. Nach langwierigen Dschungel- und Sumpfkämpfen wurde das Gebiet bis 6. Juni gesäubert. Nach dieser Kampagne leitete das I. Corps die Eroberung der Insel Biak, die am 24. Juni abgeschlossen wurde. Ab 20. August 1944 führte Generalmajor Innis P. Swift das Korps, während General Eichelberger das Kommando der 8. US-Armee übernahm.
Am 9. Januar 1945 nahm das I. Corps als Teil der 6. US-Armee an der Landung im Golf von Lingayen teil. In 34 Tagen durchquerte das Corps das zentrale Luzon und trennte die japanischen Truppen in zwei Abschnitte. Nach dieser Operation kam das Korps nach Mindanao und begann den Vormarsch zum Cagayan-Tal. Manila wurde nach schweren Kämpfen zurückerobert. Nach der Rückeroberung der Philippinen bereiteten sich die Amerikaner auf die Invasion am japanischen Festland vor: in der Operation Downfall sollte das I. Corps den Angriff auf Miyazaki (Miyazaki) im südlichen Kyūshū mit der 25., 33. und 41. Infanterie-Division ausführen. Bevor der Angriff gestartet werden konnte, ergab sich Japan nach dem Einsatz von Atomwaffen auf Hiroshima und Nagasaki. Am 19. September 1945 wurde das Korps mit der zugewiesenen 33. Infanterie-Division vom Lingayen-Golf nach Japan verschiffte und landete am 25. September auf der Insel Honshū um bis 1948 als Teil der amerikanischen Besatzungskräfte in Japan zu fungieren. Nach der Demobilisierung wurde das Corps am 28. März 1950 deaktiviert.

### Koreakrieg

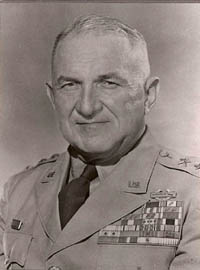
Lt.Gen. John W. O’Daniel, ab Juli 1951 Kommandeur des I. Corps

Nach dem Ausbruch des Koreakriegs und der Intervention der UNO erfolgte im August 1950 die Reaktivierung des Hauptquartiers in Fort Bragg/North Carolina und die Verlegung nach Korea, wo das Korps der 8. US-Armee unterstellt wurde. Am 12. September 1950 begann das I. Corps unter Generalleutnant Frank W. Milburn die Operationen am Naktong-Abschnitt, unterstellt waren die 1. Kavallerie-Division, die 24. Infanterie-Division, die 27. britische Brigade und die südkoreanische 1. Infanterie-Division. Die amphibische Landungen des X. Corps in Inchon ermöglichte dem im Brückenkopf bei Pusan festgehaltenen I. Corps und IX. Corps am 15. September den Ausbruch. Vier Tage später drangen Truppen des I. Corps nach dem Abzug der nordkoreanischen Verbände nach Norden vor. Die Verbindung mit der 7. Infanterie-Division wurde am 26. September südlich von Suwon hergestellt. Die Offensive wurde am 1. Oktober nördlich von Seoul und über den 38. Breitengrad nach Norden fortgesetzt. Der Vormarsch zur nordkoreanischen Hauptstadt Pjöngjang endete am 19. Oktober, als Teile der südkoreanischen 1. Infanterie-Division und die 1. US-Kavalleriedivision in die Stadt eindrangen. Bis Ende Oktober konnte die Stadt Chungju, vierzig Meilen von der Nordgrenze des Yalu eingenommen werden.
Am 27. November 1950 trat China auf der Seite Nordkoreas gegen die UNO in den Krieg ein. Das Corps erlitt schwere Verluste und musste den Rückzug zum Imjin-Fluss südlich des 38. Breitengrads antreten. Im Zuge des Rückzugs wurde das I. Korps neu organisiert, jetzt waren dem Verband die 3. und 25. Infanterie-Division zugeteilt. Am 1. Januar wurde die 8. US-Armee am Imjin-Fluss nochmals geschlagen und musste eilig zurückgehen, dabei ging Seoul an die Chinesen verloren.
Am 15. Januar 1951 begann mit der Operation Thunderbolt eine Gegenoffensive, bei der das I. Corps bis 9. Februar den Fluss Hangang erreichte. Zwischen Februar und März 1951 nahm das I. Corps auch an der Operation Killer teil und drängte die chinesischen Truppen weiter zurück. Dieser Operation folgte die Operation Ripper, in der Seoul im März zurückerobert werden konnte. Im April 1951 stand die 8. Armee wieder nördlich des 38. Breitengrades. Das I. Corps lag nach neuerlichen Erstarren der Front gegenüber der Linie Chorwon, Kumhwa und Pjöngjang in Stellung. Im März 1952 wurden dem Korps neben der 3., 24. und 45. US-Infanterie-Division zusätzlich auch die britische 1. Commonwealth-Division und die südkoreanische 1., 8. und 9. Division unterstellt. Im September 1952 wurde um die Positionen Bunker Hill, Old Baldy Hill, Nori und Pork Chop Hill gerungen, überall wurde der Gegner zurückgeschlagen.
Im Januar 1953 folgte die letzte Neuorganisation des Corps: es übernahm das Kommando über die 2., 7. und 25. US Infanterie-Divisionen sowie über die 1. Marine-Division. Gegen Ende des Koreakrieges am 10. April 1953 wurde Generalleutnant Paul W. Kendall noch durch General Bruce C. Clarke abgelöst. Das Corps blieb nach dem Kriegsende 1953 der 8. Armee in Korea unterstellt und wurde bis 1971 zum Schutz der Demilitarisierten Zone eingesetzt.

## Neueste Zeit
1981 wurde das Hauptquartier nach Fort Lewis/Washington verlegt, wo das Korps die Ausbildung von Eingreif- und Reservekräften für den Pazifischen Raum übernahm. 2000 wurde es der United States Army Pacific zugewiesen. Von 2004 bis 2005 übernahm das Korps mit einem vorgeschobenen Hauptquartier in Mosul (Task Force Olympia) und zwei Stryker-Brigaden die Kontrolle über die Koalitionsstreitkräfte im Nordirak.

### Auftrag
Das I. US-Korps führt und unterhält eine enge Sicherheitskooperation mit dem Regionalkommando US Pacific Command (PACOM), dessen strategische Reserve es bildet und unterstützt es in allen militärischen Fragen innerhalb seines territorialen Verantwortungsbereichs. Darüber hinaus bildet das I. US-Korps eine weltweit operierende Joint Task Force (JTF) (Verbundeinsatzverband), fungiert bei Bedarf innerhalb von vereinigten Großverbänden als Joint Force Land Component Commander (JFLCC), als Führungskomponente aller Landstreitkräfte und dient als Hauptquartier (Corps HQ) des Korps, wenn es eigenständige Operationen unternimmt. Es stellt dabei die ganze Bandbreite seiner potentiellen Einsatzmöglichkeiten in den Dienst der Nationalen Sicherheit und führt diese entsprechend den Direktiven der National Command Authority aus. Es hat dabei die Aufgabe, stetig ausgebildete und einsatzbereite Expeditionsstreitkräfte für alle denkbaren militärischen Einsatzformen bereitzustellen.

### Unterstellte Großverbände und Kommandos

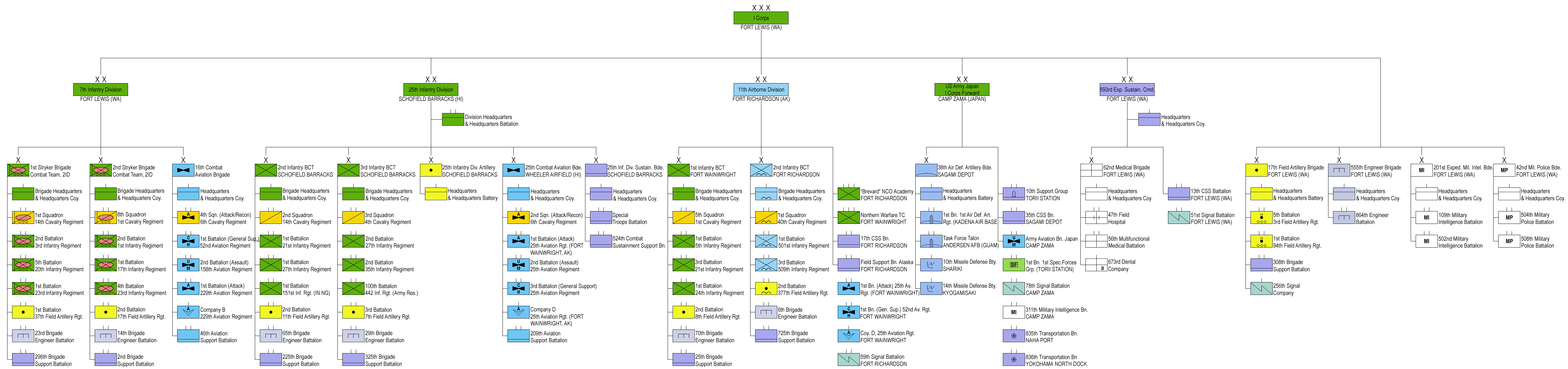
Organigramm des I. US-Korps 2019

Folgende Verbände und Einheiten sind gegenwärtig (Stand: September 2021) dem I. US-Korps unterstellt:
- I Corps (Fort Lewis, WA)
  - 7th Infantry Division
    - 1st Stryker Brigade Combat Team, 2nd Infantry Division
    - 2nd Stryker Brigade Combat Team, 2nd Infantry Division
    - 81st Stryker Brigade Combat Team
    - 2nd Infantry Division Artillery
    - 16th Combat Aviation Brigade

  - 25th Infantry Division
    - 2nd Infantry Brigade Combat Team
    - 3rd Infantry Brigade Combat Team
    - 25th Infantry Division Artillery
    - Combat Aviation Brigade
    - 25th Sustainment Brigade

  - US Army Alaska
    - 1st Stryker Brigade Combat Team, 25th Infantry Division
    - 4th Infantry Brigade Combat Team (Airborne), 25th Infantry Division

  - US Army Japan / I Corps Forward
    - 38th Air Defense Artillery Brigade
    - 10th Support Group

  - 593rd Expeditionary Sustainment Command
    - 62nd Medical Brigade

  - 17th Field Artillery Brigade (Artilleriebrigade)
  - 555th Engineer Brigade (Pionierbrigade)
  - 201st Expeditionary Military Intelligence Brigade (Gefechtsfeldüberwachung)
  - 42nd Military Police Brigade

## Liste der bisherigen Kommandierenden Generale

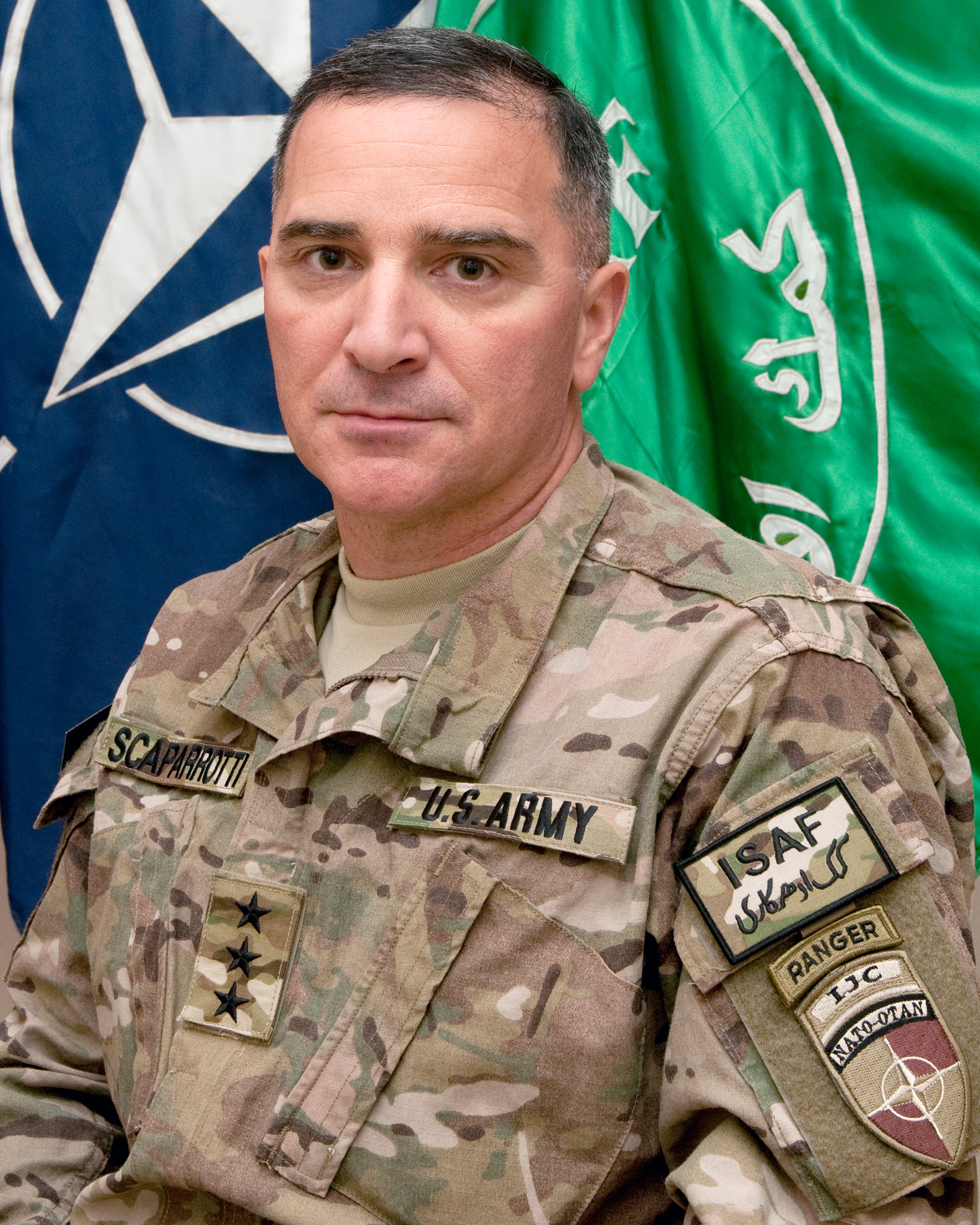
Lt.Gen. Curtis M. Scaparotti

- MG Hunter Liggett (20. Januar 1918 – 11. Oktober 1918)
- MG Joseph T. Dickman (12. Oktober 1918 – 12. November 1918)
- MG William M. Wright (13. November 1918 – 25. März 1919)
- MG Charles F. Thompson (10. Oktober 1940 – 5. Juli 1942)
- LTG Robert L. Eichelberger (6. Juli 1942 – 19. August 1944)
- LTG Innis P. Swift (20. August 1944 – 14. November 1945)
- MG Roscoe B. Woodruff (14. November 1945 – 5. Februar 1946)
- MG Joseph M. Swing (2. Februar 1948 – 27. Januar 1949)
- LTG John B. Coulter (15. Februar 1949 – 19. März 1950)
- LTG William B. Kean (29. März 1950 – 1. August 1950)
- LTG John B. Coulter (2. August 1950 – 10. September 1950)
- LTG Frank W. Milburn (11. September 1950 – 18. Juli 1951)
- LTG John W. O’Daniel (19. Juli 1951 – 28 June 1952)
- LTG Paul W. Kendall (29. Juni 1952 – 9. April 1953)
- LTG Bruce C. Clarke (10. April 1953 – 13. Oktober 1953)
- LTG Blackshear M. Bryan (29. Oktober 1953 – 12. Juli 1954)
- LTG John H. Collier (13. Juli 1954 – 25. Juni 1955)
- LTG Robert M. Montague (26. Juni 1955 – 14. Oktober 1956)
- LTG Arthur G. Trudeau (16. Oktober 1956 – 3. Februar 1958)
- LTG Thomas Trapnell (4. Februar 1958 – 14. August 1959)
- LTG Harry P. Storke (15. August 1959 – 16. Juli 1960)
- LTG John L. Ryan (17. Juli 1960 – 15. August 1961)
- LTG Harvey H. Fischer (16. August 1961 – 19. August 1962)
- LTG Hugh P. Harris 6. November 1962 – 2. Dezember 1963
- LTG Theodore J. Conway (3. Dezember 1963 – 10. Dezember 1963)
- LTG Thomas W. Dunn (11. Dezember 1963 – 18. Dezember 1964)
- LTG Theodore J. Conway (19. Dezember 1964 – 14. Februar 1965)
- LTG Edgar C. Doleman (14. Februar 1965 – 15. Juli 1965)
- LTG Charles W. G. Rich (16. – 31. Juli 1965)
- LTG John A. Heintges (1. August 1965 – 5. November 1965)
- LTG Charles W. G. Rich (6. – 30. November 1965)
- LTG Andrew J. Boyle (1. Dezember 1965 – 30. Mai 1967)
- LTG Harry H. Critz (1. Juni 1967 – 14. Juli 1968)
- LTG William P. Yarborough (15. Juli 1968 – 6. August 1969)
- LTG General Patrick F. Cassidy (8. August 1969 – 26. Juli 1970)
- LTG Edward L. Rowny (27. Juli 1970 – 4. Juli 1971)
- LTG Glenn D. Walker (12. Juli 1971 – 31. Juli 1972)
- LTG Richard T. Knowles  (1. August 1972 – 17. Juli 1973)
- LTG James F. Hollingsworth (18. Juli 1973 – 11. Februar 1976)
- LTG John H. Cushman (12. Februar 1976 – 9. Februar 1978)
- LTG M. Collier Ross (27. Februar 1978 – 12. Dezember 1979)
- LTG Eugene P. Forrester (14. Dezember 1979 – 13. März 1980)
- LTG John N. Brandenburg (1. Oktober 1981 – 31. Mai 1984)
- LTG Joseph T. Palastra Jr. (3. Juli 1984 – 9. Juni 1986)
- LTG Norman Schwarzkopf junior (10. Juni 1986 – 26. Juli 1987)
- LTG William Hardin Harrison (27. Juli 1987 – 2. August 1989)
- LTG Calvin Waller (3. August 1989 – 14. November 1990)
- MG Thomas H. Tait (14. November 1990 – 25. März 1991)
- LTG Calvin Waller (25. März 1991 – 20. September 1991)
- MG Paul R. Schwartz (20. September 1991 – 17. Oktober 1991)
- BG Columbus M. Womble (17. Oktober 1991 – 15. November 1991)
- LTG Carmen J. Cavezza (15. November 1991 – 8. Juli 1994)
- MG William M. Matz, Jr. (8. Juli 1994 – 3. August 1994)
- LTG Caryl G. Marsh (3. August 1994 – 6. Dezember 1996)
- LTG George A. Crocker (6. Dezember 1996 – 30. September 1999)
- LTG James T. Hill (30. September 1999 – 12. August 2002)
- LTG Edward Soriano (12. August 2002 – 3. November 2004)
- LTG James Dubik (3. November 2004 – 30. April 2007)
- BG William J. Troy (30. April 2007 – 15. Juni 2007)
- LTG Charles H. Jacoby (16. Juni 2007 – 10. März 2009) erste Amtszeit
- BG Jeff W. Mathis III (11. März 2009 – 16. März 2010)
- LTG Charles H. Jacoby (17. März 2010 – 8. Juni 2010) zweite Amtszeit
- MG John D. Johnson (9. Juni 2010 – 14. Oktober 2010)
- LTG Curtis M. Scaparrotti (15. Oktober 2010 – 3. Juli 2012)
- LTG Robert Brooks Brown (3. Juli 2012 – 6. Februar 2014)
- LTG Stephen R. Lanza (6. Februar 2014 – 3. April 2017)
- LTG Gary J. Volesky (3. April 2017 – 4. Februar 2020)
- LTG Randy A. George (4. Februar 2020 – 2. Juni 2021)
- LTG Xavier T. Brunson (6. Oktober 2021 – 25. Oktober 2024)
- LTG Matthew McFarlane (ab dem 25. Oktober 2024)

BG = Brigadegeneral; MG = General Major; LTG = Generalleutnant
Kommandierender General des I. US-Korps ist gegenwärtig Lieutenant General Xavier Brunson.